# Sefif
Sefif är branschorganisation för fristående förskolor i Sverige. Sefif (förkortning för Sätter enskilda förskolor i fokus) grundades som ideell förening 1992 i Stockholm, är partipolitiskt obunden och har medlemmar i ett tjugotal kommuner runtom i landet. Ordförande är sedan 2015 Elisabeth Thorburn.  
Sefif bevakar och driver de fristående (icke-kommunala) förskolornas intressefrågor, genom bland annat informationsspridning, opinionsbildning, remissyttranden, samrådsmöte, utbildning och medlemsrådgivning. Sefif stödjer också professionsutvecklingen i förskolan genom träffar för verksam personal i förskolan, med föreläsare och teman som vilar på beprövad erfarenhet och vetenskaplig grund.
Sefif ingår som branschförbund i Företagarna.